# Клён пенсильванский
Клён пенсильва́нский (лат. Acer pensylvanicum) — вид деревьев рода Клён (Acer) семейства Сапиндовые (Sapindaceae). произрастает в восточной части Северной Америки, северная граница ареала проходит от юга канадской провинции Онтарио на западе до Новой Шотландии на востоке, на юге граница ареала проходит от восточного Иллинойса до Нью-Джерси, в Аппалачских горах распространён значительно южнее остального ареала, до северной Джорджии.

## Ботаническое описание

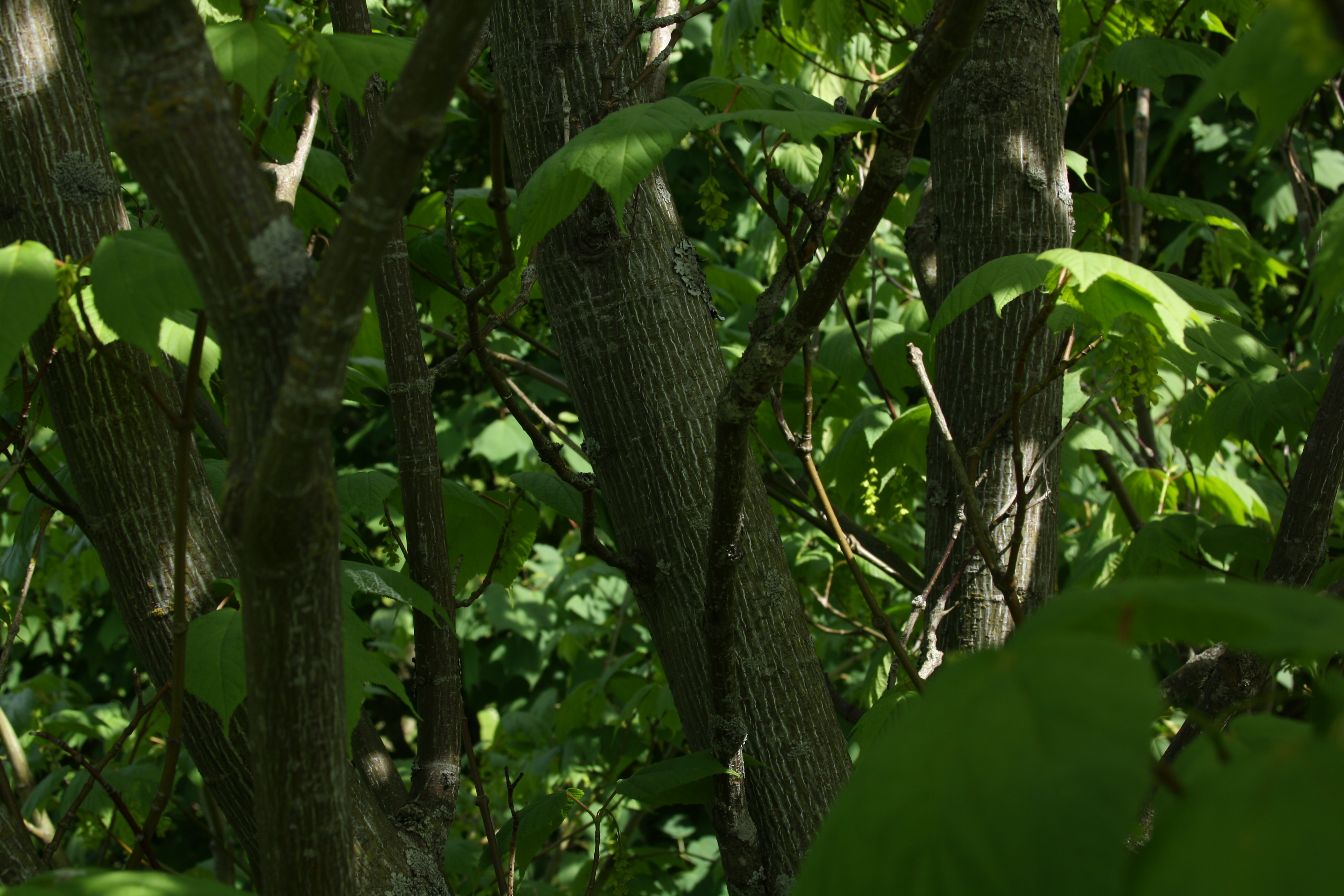
Стволы клёна пенсильванского

Маленькое листопадное дерево до 5—10 и в высоту со стволом до 20 см в диаметре. Молодая кора покрыта зелёными и белыми полосами, которые становятся с возрастом коричневыми. Листья широкие и мягкие, 8—15 см длиной и 6—12 см шириной, с тремя неглубоко врезанными и направленными вперёд лопастями. Плод — крылатка; семена около 27 мм длиной и 11 мм шириной, с углом между крылатками 145° и плодоножкой, покрытой заметными прожилками.
Название pensylvanicum было дано Карлом Линнеем.

## Условия произрастания
Этот клён растёт в подлеске прохладных влажных лесов, предпочитает косогоры. Относится к самым теневыносливым из листопадных деревьев. Может годами расти в виде маленького кустарника в подлеске, очень быстро вырастая до своей полной высоты при образовании просвета между деревьями. Однако он не всегда становится деревом подлеска и когда просвет сверху закрывается, начинает обильно цвести и давать корневую поросль.

## Культивирование и использование
Иногда выращивается в качестве декоративного дерева из-за своей коры, однако трудно поддаётся пересадке.
Древесина мягкая и среди других клёнов не ценится. Хотя нет поводов считать это растение сорным, лесники порой борются с ним даже с применением гербицидов. Теневыносливость этого дерева затрудняет возможности контроля за его распространением, часто оно растёт в подлеске в больших количествах.
Изредка выращивается в ботанических садах, в частности в Санкт-Петербурге, в парке Ботанического сада Петра Великого БИН РАН.

## Родственные виды
Acer pensylvanicum относится к группе «змеекорых клёнов», к секции Macrantha. Другие виды этой секции, такие как Клён зеленокорый (лат. Acer tegmentosum), Клён змеекорый (лат. Acer capillipes), Клён Давида (лат. Acer davidii) и Клён рыжевато-жилковатый (лат. Acer rufinerve) растут в восточной Азии и имеют сходную форму листьев и покрытую вертикальными полосами кору.

## Классификация

### Таксономия
Вид Клён пенсильванский входит в род Клён (Acer) семейства Сапиндовые (Sapindaceae).
|  |                                      |  |                                                       |                                                       |                      |  | ещё 8 семейств (согласно Системе APG II) | ещё 8 семейств (согласно Системе APG II) |                         |  |  |  | ещё более 100 видов |
|  |                                      |  |                                                       |                                                       |                      |  | ещё 8 семейств (согласно Системе APG II) | ещё 8 семейств (согласно Системе APG II) |                         |  |  |  | ещё более 100 видов |
|  |                                      |  |                                                       | порядок Сапиндоцветные                                |                      |  |                                          |                                          | род Клён                |  |  |  |                     |
|  |                                      |  |                                                       | порядок Сапиндоцветные                                |                      |  |                                          |                                          | род Клён                |  |  |  |                     |
|  | отдел Цветковые, или Покрытосеменные |  |                                                       |                                                       | семейство Сапиндовые |  |                                          |                                          | вид Клён пенсильванский |  |  |  |                     |
|  | отдел Цветковые, или Покрытосеменные |  |                                                       |                                                       | семейство Сапиндовые |  |                                          |                                          |                         |  |  |  |                     |
|  |                                      |  | ещё 44 порядка цветковых растений (по Системе APG II) | ещё 44 порядка цветковых растений (по Системе APG II) |                      |  |                                          | ещё 140—150 родов                        | ещё 140—150 родов       |  |  |  |                     |
|  |                                      |  |                                                       | ещё 44 порядка цветковых растений (по Системе APG II) |                      |  |                                          |                                          | ещё 140—150 родов       |  |  |  |                     |